# Hachemi Rafsandjani
Ali Akbar Hachemi Rafsandjani (en persan : علی‌اکبر هاشمى رفسنجانى), né Hachemi Bahramani le 25 août 1934 à Bahreman (en) (Perse) et mort le 8 janvier 2017 à Téhéran (Iran), est un homme d'État iranien, président de la république islamique d'Iran de 1989 à 1997.

## Biographie

### Origines, études et formation
Fils d'agriculteurs aisés des environs de Rafsandjan, il a suivi la hawza de Qom, ville sainte du chiisme, pendant une douzaine d'années, dont six sous l'enseignement de l'ayatollah Khomeini, dont il devint l'un des plus fidèles seconds.
En réalité, peu passionné par l'étude des commentaires du Coran, il réussit par la suite à mener de front une carrière d'agitateur politique — pour laquelle il est arrêté à quatre reprises — et d'homme d'affaires, grâce à laquelle il réalise, entre 1960 et 1976, des opérations immobilières à Qom qui lui rapportent de beaux profits. Il devient également l'un des plus importants grossistes en pistaches d'Iran et fut considéré comme l'homme le plus riche du pays ; sa fortune personnelle est estimée à plusieurs milliards de dollars.

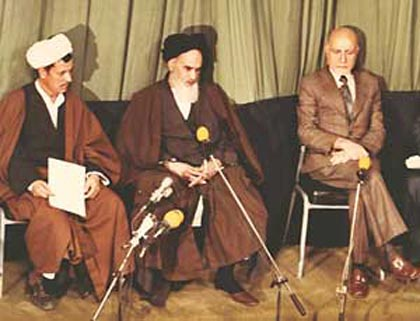
Hachemi Rafsandjani, l'ayatollah Khomeini et Mehdi Bazargan en 1979.

En 1979, avant la chute du chah, se présentant comme le représentant des petits commerçants du bazar, qui lui ont donné depuis le surnom de Akbar Chah (roi Akbar), il abusa les journalistes internationaux, en particulier, les journalistes français, en affirmant que l'unique but du mouvement était d'instaurer une république démocratique.

### Carrière politique
En 1980, il est élu président de l'Assemblée consultative islamique ou majlis (parlement).
Durant le conflit avec l'Irak (1980–1988), il fut le fondé de pouvoir de l'ayatollah Khomeini au puissant Conseil de la guerre. Il lui a d'ailleurs été reproché d'avoir prolongé inutilement les hostilités après la reconquête des territoires envahis par l'Irak.
De mars 1983 à juin 1986, il entreprend avec la France un jeu subtil entre négociations secrètes et pressions terroristes, comme l'attentat de Beyrouth en 1983 qui tue 60 militaires français, jeu qui aboutit à faire plier le gouvernement français. Celui-ci livre, à partir de juin 1986, 100 000 obus par l’intermédiaire de la société Luchaire, expulse en novembre Massoud Radjavi qui se réfugie en Irak, et verse au gouvernement iranien un chèque de 330 millions de dollars, représentant une partie de la participation iranienne à la société d'enrichissement d'uranium Eurodif.
En mars 1988, Khomeini le nomme commandant en chef des armées iraniennes, et en avril il impose alors le cessez-le-feu avec l'Irak.
Au printemps 1989, il lance des appels au terrorisme, avant de les démentir mollement. Le 5 mai, il avait appelé les Palestiniens à tuer des Américains, des Britanniques ou des Français, puis fait défiler 10 000 hommes en armes du Hezbollah libanais à Baalbek lors du Jour de Jérusalem. Début août 1989, il offre son aide pour accélérer la libération des otages occidentaux au Liban, après avoir négocié directement au téléphone avec le président américain George H. W. Bush — les avoirs iraniens aux États-Unis, bloqués depuis la mort du chah en 1980, se montaient alors à 12 milliards de dollars —, il demande au Hezbollah de suspendre toute exécution d'otages.
En juin 1989, à la mort de Khomeini, Rafsandjani joue un rôle important dans la désignation de son successeur au poste de Guide de la Révolution : Ali Khamenei.
Le 28 juillet 1989, il est élu président de la République iranienne puis réélu jusqu'en août 1997, sur un programme d'ouverture et de réformes contre ceux qu'on appelait alors les irréductibles, dont le chef de file était Mohtachemi. Il affirmait alors : « On ne construit pas un barrage avec des slogans… L'Iran fait toujours venir son blé, sa viande, ses pièces de rechange, ses véhicules et ses experts de l'étranger ! ». Souvent en conflit avec le parlement conservateur, celui-ci renvoya certains collaborateurs de Rafsandjani, comme le ministre de la Culture Mohammad Khatami en 1992 et le ministre de l'Économie Mohsen Nourbakhsh en 1994.
Il est accusé (avec Ali Khamenei) d'avoir ordonné l'exécution d'opposants iraniens, membres du Parti démocratique du Kurdistan d’Iran qui est alors en lutte armée contre le gouvernement iranien. Les assassinats ont lieu au restaurant Mykonos de Berlin le 17 septembre 1992.
Candidat à l'élection présidentielle de juin 2005, il arrive en tête du premier tour avec 21,1 % des voix contre 19,4 % au conservateur Mahmoud Ahmadinejad. Au second tour, il est battu par ce dernier, ne recueillant que 35,9 % des suffrages. Cette défaite est la plus importante de sa carrière. Les relations entre Ali Khamenei, qui soutient Ahmadinejad, et Rafsandjani se détériorent après cette défaite.
Rafsandjani est président du Conseil de discernement et conseille le Guide de la révolution sur les sujets de politique nationale.
La justice argentine accuse, en octobre 2006, le gouvernement iranien et le mouvement libanais Hezbollah d'être responsable de l'attentat de l'AMIA. À ce titre, un mandat d'arrêt international a été prononcé à l'encontre de Hachemi Rafsandjani et de huit autres fonctionnaires et diplomates iraniens.
En décembre 2006, Rafsandjani est élu en tant que représentant de Téhéran à l'Assemblée des experts. Il est élu par ses pairs à la présidence de l'Assemblée le 4 septembre 2007. Il en perd la présidence en mars 2011, au profit de l'ayatollah Mohammad Reza Mahdavi-Kani, un religieux conservateur proche du président Mahmoud Ahmadinejad. La faction dirigeante du pays lui reproche son soutien à l'opposition lors de la réélection contestée du président en juin 2009,.
Rafsandjani se porte candidat à l'élection présidentielle de 2013 mais sa candidature est rejetée par le Conseil des gardiens de la Constitution, contrôlé par Khamenei et les conservateurs.
En mars 2015, Rafsandjani est candidat à la présidence de l'Assemblée des experts mais est battu par l'ayatollah conservateur Mohammad Yazdi.
En février 2016, Rafsandjani est à la tête de la liste « modérée » pour la circonscription de Téhéran à l'Assemblée des experts. La liste triomphe en obtenant 15 des 16 sièges de la circonscription. Deux conservateurs importants : Mohammad Yazdi et Mohammad-Taqi Mesbah Yazdi sont battus tandis que l'ayatollah ultra-conservateur Ahmad Jannati est élu de justesse. Rafsandjani, candidat ayant obtenu le plus de voix dans la circonscription, est attendu comme candidat à la présidence de l'Assemblée. Néanmoins, il choisit de soutenir l'ayatollah « modéré » Ibrahim Amini qui est battu en mai par Jannati qui obtient 51 des 86 voix, contre 21 pour Amini. L'ayatollah conservateur Mahmoud Hashemi Shahroudi obtient 13 voix,.

### Mort
Le 8 janvier 2017, il meurt d'une crise cardiaque à l'âge de 82 ans, à l’hôpital de Tajrish, à Téhéran,. La famille et des alliés de Rafsandjani ont exprimé des doutes quant à la cause annoncée de la mort de Rafsandjani.
Rafsandjani est l'opposant le plus connu aux conservateurs iraniens et en particulier à leur chef, l'ayatollah Ali Khamenei. Rafsandjani prône plus de tolérance et plus d'ouverture à l'Occident. À sa mort, aucun « réformateur » ne semble bénéficier d'autant d'influence que lui et être en position de s'opposer aux conservateurs. Rafsandjani a soutenu et aidé les présidents réformateurs Hassan Rouhani et Mohammad Khatami, mais tous deux sont dans une position politique difficile.

## Famille
Son fils Mohsen (en) est aussi un homme politique, classé comme « réformateur ». En mai 2017, lors de l'élection municipale à Téhéran, il obtient 1,7 million de voix et est élu au conseil municipal.

## Déclarations
- Le 14 décembre 2001, lors d'un sermon à l’université de Téhéran, il déclare que « l’emploi d’une seule arme nucléaire contre Israël détruirait tout, mais, contre le monde islamique, ne causerait que des dommages limités », qui suggère que l’emploi de l’arme nucléaire contre Israël pourrait être concevable[13].
- Le 17 juin 2003, il déclara que les forces américaines seront contraintes de quitter le Proche-Orient bon gré mal gré.
- Le 20 août 2003, il déclara que l'objectif des États-Unis en Irak était de renverser le régime, d'occuper le pays pour son pétrole et d'affaiblir la Syrie et l'Iran, alors que le président Khatami déclarait que l'Iran continuerait son programme nucléaire quelles que soient les menaces américaines.
- Le 26 janvier 2004, il déclara dans son prêche, au sujet de la loi française sur la laïcité : « Les autorités françaises ne réussiront pas à interdire le voile islamique dans les écoles et, si elles y parviennent, des millions de musulmans les maudiront ! »